# Cancer borealis
Cancer borealis är en kräftdjursart som beskrevs av William Stimpson 1859. Cancer borealis ingår i släktet Cancer och familjen Cancridae. Inga underarter finns listade i Catalogue of Life.

## Bildgalleri

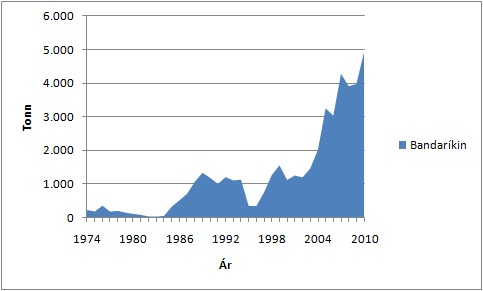